# Ségrégation raciale
Pour les articles homonymes, voir Ségrégation.

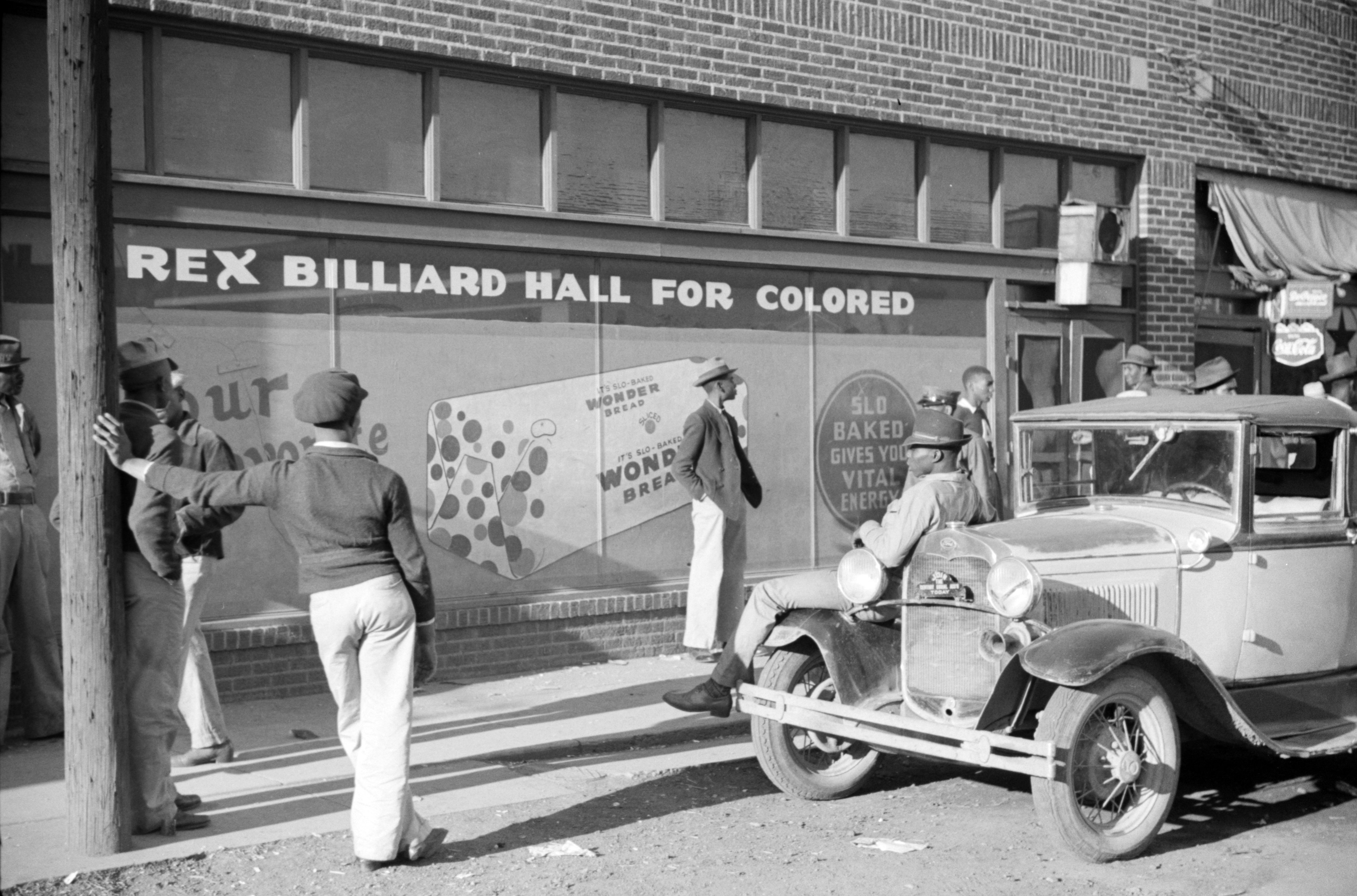
Entrée d'une salle de billard à Memphis, Tennessee, réservée aux « personnes de couleur » (photo prise en 1939). Le terme lui-même a été depuis abandonné, au profit de « afro-américains ».

La ségrégation raciale est, au sein d'une même nation ou d'un même pays, la séparation physique des personnes selon des critères raciaux, dans les activités du quotidien, dans la vie professionnelle, ou dans l'exercice des droits civiques. La ségrégation peut exister de jure (dans la loi), légalement, ou de facto (dans les faits). Dans ce dernier cas, la ségrégation prend diverses formes plus ou moins perceptibles allant de la discrimination raciale à l'embauche et dans la location ou la vente de logements, à la formation de milices violentes visant certains groupes.
Lorsque la ségrégation résulte non du rejet d'une minorité par un groupe démographiquement dominant, mais de la volonté de deux groupes de ne pas se mêler, on parlera de séparation ou de séparation de facto. La ségrégation et la discrimination de facto sont bien plus difficiles à éradiquer que celles de jure, et peuvent d'ailleurs perdurer après que la ségrégation légale a été abolie.
Des politiques de ségrégation ont été appliquées légalement lors de l'apartheid en Afrique du Sud et dans le Sud des États-Unis, dans les États esclavagistes jusqu'en 1865 et après la reconstruction qui a suivi la guerre de Sécession (voir ségrégation raciale aux États-Unis). Les principaux vecteurs de ces théories sont : aux États-Unis, les individus prônant une lecture archaïque et littérale, sans travail exégétique, de la malédiction de Canaan évoquée dans la Bible (Genèse 9:25 à 27) et à la table des peuples, particulièrement nombreux dans la Bible belt ; en Afrique du Sud, les Afrikaners, en majorité calvinistes. Les doctrines raciales de l'anthropologie du XIXe siècle et les méthodes d'intimidation des Noirs par la violence (par le Ku Klux Klan mais aussi par les forces de l'ordre) sont venues étayer et appliquer les doctrines ségrégationnistes.
La ségrégation de jure, autant aux États-Unis qu'en Afrique du Sud, s'est appuyée sur des lois contre le métissage (mariages interraciaux) et des lois contre l'embauche de personnes appartenant à l'ethnie visée dans la plupart des emplois, sauf ceux considérés comme dégradants ; comme ce fut le cas en Inde, où la ségrégation de jure légiférait les rapports entre les différentes castes établies par la tradition hindouiste. On peut également considérer l'indigénat dans les colonies françaises comme une ségrégation de jure. La ségrégation à l'embauche a contribué au déséquilibre économique entre les ethnies. La ségrégation a souvent abouti à des relations interraciales certes de proximité, mais profondément inégalitaires, en permettant, par exemple, qu'un membre d'une ethnie puisse travailler comme domestique ou comme ouvrier pour des membres de l'ethnie au pouvoir. La ségrégation entraîne la séparation physique des ethnies, qui peut aussi prendre la forme de l'obligation pour des ethnies données de fréquenter, par exemple, des écoles et des hôpitaux exclusivement à leur usage.
De nos jours, la ségrégation raciale de jure est encore pratiquée dans certains pays.

## Définition
La ségrégation raciale peut s’appréhender de plusieurs manières. Dans son sens originel, elle qualifie une concentration et mise à l'écart intentionnelle et institutionnalisée d’un groupe de personnes sur la base de critères racistes,. C'est le sens du terme latin segregare, qui signifie littéralement « mettre à l'écart du troupeau ». C'est la ségrégation de jure. Plus généralement, la ségrégation raciale caractérise le résultat d’un ensemble de décisions personnelles d’individus appartenant à une même race qui débouchent sur l’exclusion des personnes n’appartenant pas à cette population, soit parce que les premiers préfèrent vivre aux côtés de leurs pairs, soit parce qu’ils excluent de vivre avec ces derniers (ségrégation de facto). Aujourd’hui, la ségrégation raciale est principalement décrite, dans les sociétés occidentales, comme l’exclusion des populations immigrées racialisées dans des quartiers défavorisés par la population majoritaire.
Toutefois, il faut bien comprendre que la ségrégation n’embrasse pas l’ensemble des mécanismes donnant lieu à une concentration de population sur une base ethnoraciale. Comme le souligne Mirna Safi, il existe à la fois des facteurs individuels et structurels à la base de l'inégale répartition des individus selon leur appartenance raciale. Notamment, la concentration d’immigrés dans certains quartiers ne doit pas être entièrement imputée à des mécanismes de discrimination de la part d’un groupe majoritaire, mais également à des logiques volontaires de la part des immigrés,.

## Ségrégation légale
Nombre de sociétés ont pratiqué la ségrégation à travers l'histoire, mais cette attitude n'a jamais rien eu d'universel. D'ailleurs, certaines sociétés multiethniques comme l'Empire romain l'ont proscrite. Quelques sociétés modernes sont officiellement ségrégationnistes, mais la plupart désapprouvent la discrimination raciale. Cependant, les inquiétudes exprimées au sujet des différences d'ethnies, de religion et de culture se manifestent encore, mais, aujourd'hui, sous forme de controverses sociales ou politiques. Ces débats servent de prétexte officiel à une certaine forme de discrimination culturellement acceptée ou un moyen socialement convenable de discuter des frictions culturelles, religieuses et économiques, résultats de la discrimination raciale. Par exemple, les controverses sur l'immigration cachent souvent des préoccupations en ce qui concerne la culture ou la composition raciale des immigrants. Des problèmes de relation raciale touchent également des sujets qui n'y sont apparemment pas liés comme la pauvreté, la santé, les impôts, la religion, l'imposition à tous de normes culturelles, et, même, la mode.
La ségrégation raciale diffère de la discrimination raciale sur certains points. La discrimination va des actes individuels à des comportements discriminatoires socialement ancrés, jusqu'au traitement légal des différences de statut entre membres d'ethnies différentes. La ségrégation a, de façon générale, fortement renforcé la discrimination : si des personnes d'ethnies différentes vivent dans des quartiers distincts, vont à des écoles différentes, reçoivent une assistance sociale différente, etc., alors les personnes de l'ethnie favorisée peuvent largement être à l'abri de la précarité sociale de celles des autres ethnies.

### Cas passés

#### Australie (XXesiècle)
La Fédération australienne puis le Commonwealth d'Australie ont eu pour politique de faire de l'Australie un pays ethniquement homogène, c'est-à-dire de race blanche. Ainsi, jusqu'aux années 1970, le pays avait une politique d'immigration, connue sous le nom d'Australie blanche, qui visait à empêcher les non-Blancs d'immigrer en rendant délibérément difficiles leurs tests de sélection. La volonté d'une société blanche a été accompagnée d'une forme de ségrégation à l'encontre des Aborigènes. Longtemps, ceux-ci ont été astreints à vivre en missions ; on voulait ainsi les mettre à l'écart des territoires en développement occupés par les Blancs. Du début du XXe siècle jusque vers les années 1950, la politique officielle concernant les enfants métis était celle de l'assimilation : ces enfants seraient élevés dans les missions pour intégrer la société blanche, puis incités à épouser uniquement des Blancs. Le but visé était de « gommer » la physionomie aborigène, à partir de la troisième génération. Aux environs des années 1960, la politique officielle concernant tous les Aborigènes d'Australie a changé en faveur de l’intégration : les Aborigènes auraient le droit de vivre dans la société blanche, dans les missions ou dans la société traditionnelle.
Malgré la politique officielle d'intégration, un pourcentage élevé d'Aborigènes vit loin des zones urbaines, dans des conditions socio-économiques relativement difficiles les laissant dans une forme de ségrégation vis-à-vis du reste de la société australienne. Certains critiques et groupes[Lesquels ?] militant pour les droits civils qualifient cette situation d'apartheid,,. Certains[Qui ?] voient même dans la politique du gouvernement australien l'origine du régime d'apartheid en Afrique du Sud,,.

#### Allemagne nazie (XXesiècle)
Dans les années 1930, les lois de Nuremberg promulguées en Allemagne par les nazis contre la communauté juive allemande, sont un exemple de lois discriminatoires destinées à exclure la population visée, en la mettant à l'écart socialement et économiquement, y compris dans l'espace public, et à lutter contre le métissage. Ces lois interdisent les mariages entre Juifs (considérés comme Untermenschen — « sous-hommes ») et Allemands aryens (considérés comme Übermenschen — « race supérieure »).
En 1940, sous le gouvernement général de la Pologne occupée, la population est divisée en catégories. Les groupes ainsi formés sont différemment traités sur les points suivants : droits, rations alimentaires, autorisations de sorties en ville, transports publics. Le classement est le suivant :
- Ukrainien
- Goralenvolk — tentative de diviser les Polonais en utilisant des collaborateurs locaux
- Cachoubes (Kaschobenvolk) — division semblable au Goralenvolk, mais avec moins de succès
- Polonais
- Juifs (promis à l'extermination)
- Homosexuels
- Roms
- Témoins de Jéhovah

Au cours des années 1930 et 1940, on oblige les Juifs, dans les États aux mains des nazis, à porter un brassard jaune ou une étoile de David et ils sont, au même titre que les Roms, victimes de discrimination en vertu des lois raciales. Les médecins et enseignants juifs ne sont pas autorisés à exercer leur profession auprès des Aryens. L'accès à tout transport public, à l'exception du ferry, est également interdit aux Juifs, et ils n'ont qu'une plage de deux heures par jour pour faire leurs courses, exclusivement dans des boutiques juives. Après la Kristallnacht (« Nuit de Cristal »), 1 000 000 de Deutsche Marks sont extorqués aux Juifs pour compenser les dégâts causés par les troupes nazies et les SS.
Cette politique se poursuit avec la spoliation des Juifs - les chefs d'entreprise notamment sont contraints de vendre leur société à un prix très en dessous de sa valeur.
À partir des années 1940, les nazis mettent en œuvre, dans toutes les régions de l'Europe qu'ils dominent, une politique d'élimination physique des Juifs, la Shoah.

#### Rhodésie (XXesiècle)
Durant la première moitié du XXe siècle, les colonies britanniques de Rhodésie du Sud et de Rhodésie du Nord étaient administrées par des gouvernements dirigés par des colons britanniques sous la responsabilité du gouvernement de Grande-Bretagne. Des lois ségrégationnistes de type du Colour bar étaient alors en vigueur. Une bataille judiciaire très médiatisée a lieu notamment en 1960, autour de l'ouverture d'une salle de théâtre (Reps Théâtre) accessible à tous, sans distinction de races. On surnomme cet évènement The Battle of the Toilets ("la bataille des toilettes").
Après l'échec de la fédération de Rhodésie et du Nyasaland, tentative de la Grande-Bretagne pour maintenir la suprématie politique, économique et sociale des Blancs, la Rhodésie du Sud, peuplée alors de 200 000 blancs (10 % de la population totale) et dirigée par Ian Smith, chef du gouvernement autonome, se déclare unilatéralement indépendante. Pendant les quinze années qui suivent, la minorité blanche tente de faire vivre une Rhodésie indépendante jusqu'à ce que des sanctions internationales et une guérilla meurtrière obligent Ian Smith à organiser des élections multiraciales. Cet État est dissout en juin 1979.
Pendant une courte période, en 1979-1980, la Rhodésie du Sud se retrouve alors sous administration directe du Royaume-Uni avant d'accéder à une nouvelle indépendance le 18 avril 1980 sous le nom de Zimbabwe.

#### Afrique du Sud (XXesiècle)

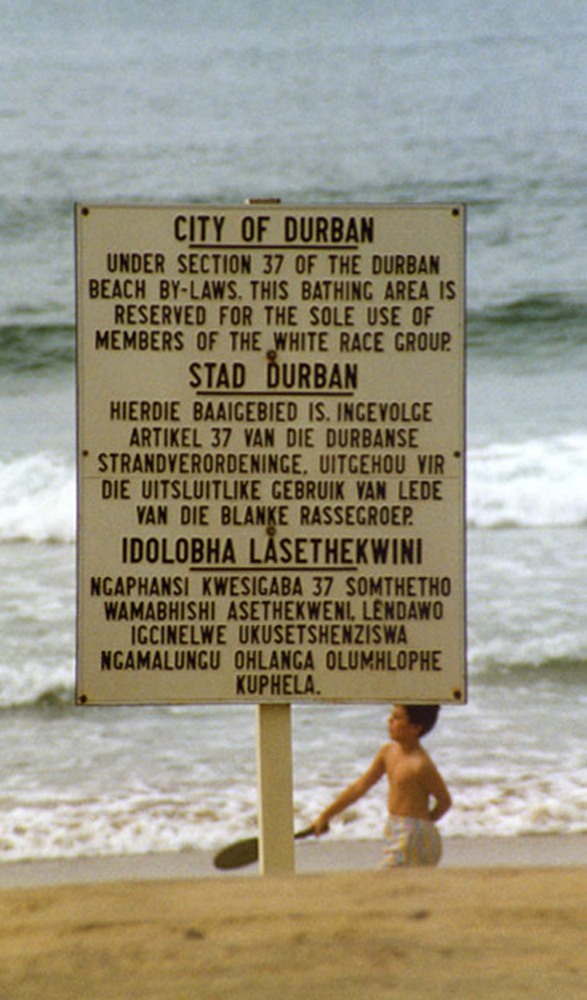
Photo prise en 1989 d'une pancarte à Durban expliquant que l'endroit est réservé aux seuls blancs. Les langues utilisées ici sont l'anglais, l'afrikaans et le zoulou, la langue de la population noire habitant dans la région de Durban.

En Union d'Afrique du Sud, à la suite de la victoire du Parti national lors des élections générales de mai 1948, une nouvelle politique de développement séparé des races intitulée apartheid est mise en place. Cette politique succédait à un système empirique de discrimination raciale entamée 300 ans plus tôt au sein des différentes colonies sud-africaines et des républiques boers. Les premières lois d'apartheid définissent les races et imposent des interdictions comme Prohibition of Mixed Marriages Act (1949), loi qui rend illégale l'union maritale interraciale. La politique d'apartheid, poursuivie après l'indépendance de la République d'Afrique du Sud en 1961, a connu son apogée sous les gouvernements de JG Strijdom et Hendrik Frensch Verwoerd avec la mise en place de bantoustans semi-autonomes pour les Noirs. Constamment réformées à partir des années 1970, du fait notamment de l'impossibilité d'imposer une séparation concrète absolue entre les différents peuples d'Afrique du Sud et de la réprobation internationale que cette politique rencontrait, les dernières lois d'apartheid ont été abolies en 1991 par le président Frederik de Klerk, lors de la période de transition vers l'établissement de la démocratie multiraciale en 1994.

#### États-Unis (XIXe–XXesiècle)
Après que la proclamation d'émancipation a aboli l'esclavage dans le sud des États-Unis, la discrimination raciale était régie par les lois Jim Crow qui imposaient une ségrégation stricte des « races ». Bien que ces lois aient été instituées juste après la fin de la guerre de Sécession, dans la plupart des cas, elles ont été formalisées seulement après la fin de la Reconstruction menée par les Républicains dans les années 1870 et 1880 pendant la période appelée Nadir des relations entre races américaines. Cette ségrégation légale a eu cours jusqu'aux années 1960, principalement en raison de l'influence considérable des conservateurs du sud.
En 1896, dans Plessy v. Ferguson, la majorité de la Cour suprême soutient ouvertement des infrastructures "séparées mais égales" (notamment en matière de transports), mais le juge John Marshall Harlan fait entendre sa voix minoritaire en alléguant que cette décision est une expression de la suprématie blanche. À son avis, la ségrégation pourrait « encourager des agressions […] contre les droits admis des citoyens noirs », « inciter à la haine raciale » et « perpétuer un sentiment de méfiance entre « races » ». Toutefois, cet arrêt permet aux États des États-Unis et à certains quartiers qui le souhaitent d'imposer par la loi des mesures de ségrégation raciale. En 1913, le président Woodrow Wilson instaure la ségrégation de la fonction publique fédérale.

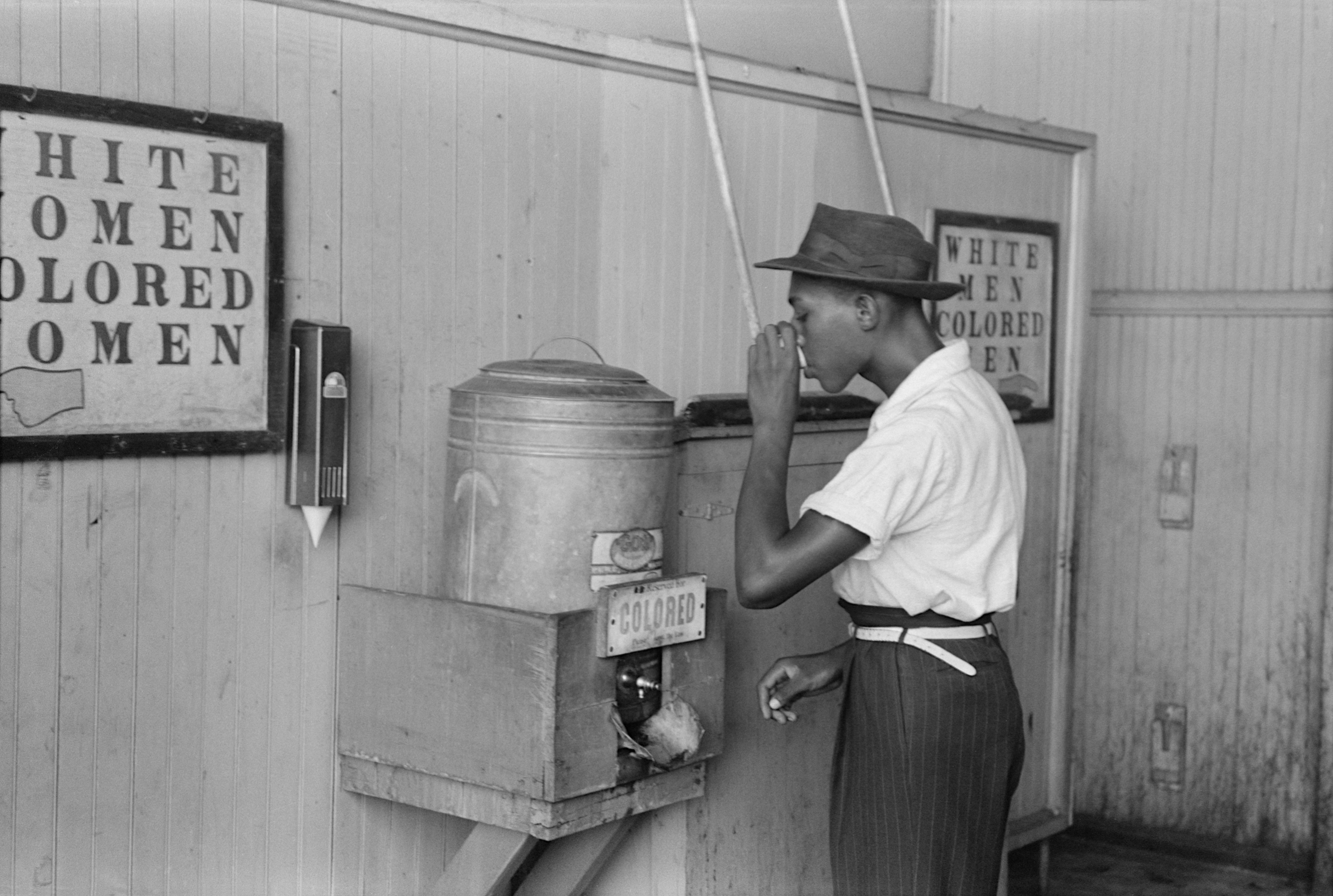
Afro-américain buvant à une fontaine réservée aux Noirs, vers le milieu du XXe siècle.

En 1948, le président Harry S. Truman ordonne la déségrégation dans l'armée américaine.
En 1954, dans l'affaire Brown v. Board of Education, la Cour suprême déclare la ségrégation raciale inconstitutionnelle dans les écoles publiques et invalide le jugement Plessy c. Ferguson. Au cours des vingt années suivantes, des lois fédérales et des jugements successifs, notamment le Home Mortgage Disclosure Act (en) et les lois sur la discrimination lors d'un prêt pour le logement, invalident la ségrégation raciale et la discrimination de jure aux États-Unis.
La ségrégation raciale institutionnalisée a pris fin grâce aux luttes menées par les militants pour les droits civiques comme Rosa Parks et Martin Luther King depuis la fin de la Deuxième Guerre mondiale, jusqu'à l'adoption du Civil Rights Act en 1964 et du Voting Rights Act en 1965 soutenue par le président Lyndon Johnson. La majorité de leurs actions ont pris la forme d'actes de désobéissance civile, dans le but de violer les lois favorisant la ségrégation raciale. On les a vus refuser, par exemple, de céder leur siège à un Blanc, s'installer dans la zone réservée aux Blancs dans un bus (Claudette Colvin, Rosa Parks), ou organiser des sit-ins et diverses protestations dans des restaurants ou d'autres lieux réservés aux Blancs.
Si toutes les lois favorisant la ségrégation raciale n'ont pas été abrogées aux États-Unis, la Cour Suprême les a cependant rendues inapplicables. Par exemple, la constitution de l'Alabama dispose toujours que « des établissements scolaires distincts doivent être fournis pour les enfants blancs et les enfants noirs, et aucun enfant de l'une de ces deux « races » n'est autorisé à aller dans un établissement réservé à l'autre ».  Une proposition d'abroger cette disposition a échoué de peu en 2004. Cependant, sur un terrain différent, la Cour suprême des États-Unis, en février 2005, dans Johnson v. California (125 S. Ct. 1141), a statué que la pratique informelle de la ségrégation raciale à l'égard des prisonniers détenus dans des établissements de la Californie — ségrégation que la Californie affirmait pratiquer pour la sécurité des détenus (les gangs de Californie, comme ceux du reste des États-Unis, étant habituellement organisés en fonction des « races ») — est assujettie à une mesure judiciaire. Bien que la Cour ait renvoyé le dossier à la juridiction inférieure, il est probable que sa décision aura pour effet d'obliger la Californie à modifier sa politique de ségrégation dans ses centres de détention.
D'après le Civil Rights Project de l'Université Harvard, la déségrégation réelle des écoles publiques aux États-Unis a plafonné en 1988. Depuis, les écoles sont devenues, dans les faits, plus séparées. En 2005, la proportion d'élèves noirs dans des écoles majoritairement blanches est « à un niveau plus bas que celui de n'importe quelle année depuis 1968 ».

### Cas contemporains

#### Bahreïn
En 2002, après la victoire du parti Al Wefaq aux élections municipales de Manama (capitale de Bahreïn), le nouveau maire, Murthader Bader, appelle à l'introduction d'une ségrégation raciale. Il demande le retrait de la ville de tous les habitants sud-asiatiques non bahreïni et la création d'un township pour les reloger. Sa proposition est rejetée par le gouvernement.

#### Bhoutan
À partir de 1988[réf. nécessaire], le gouvernement du Bhoutan décide de ne plus considérer comme bhoutanaise la population d'origine népalaise (Lhotshampa), ce qui entraîne l'exil, plus ou moins contraint, de ces Bhoutanais d'origine népalaise, privés de leur citoyenneté. Nombre d'entre eux vivent désormais au Népal dans des camps de réfugiés sous l'égide du Haut Commissariat des Nations unies pour les réfugiés (HCR).

#### Birmanie
La manière dont la Birmanie traite ses minorités nationales conduit à la mise en cause d'un « apartheid birman ».

#### Fidji
Aux Fidji, les deux coups d'État militaires en 1987 ont destitué un gouvernement mené par un Fidjien autochtone, mais principalement appuyé par l'électorat des Indiens des Fidji, soit environ la moitié de la population d'alors. Une nouvelle constitution a été promulguée en 1990 ; elle fondait la République des îles Fidji prévoyant que les fonctions de président, premier ministre, les deux-tiers du Sénat et une majorité nette de la Chambre des représentants seraient réservés aux Fidjiens autochtones, même si ceux-ci représentent moins de la moitié de la population. La propriété du territoire par les Fidjiens autochtones (territoire développé principalement par les Indo-Fidjiens) a également été ancrée dans la constitution.
La condamnation de la constitution de 1990 à travers le monde et la fuite des cerveaux, c'est-à-dire le départ de libéraux et d'hommes d'affaires indo-fidjiens, ont poussé le gouvernement fidjien à réviser sa constitution en 1997. Des amendements ont supprimé la plupart des clauses discriminatoires et les élections qui ont suivi, en 1999, ont porté un nouveau gouvernement au pouvoir et placé un Indo-Fidjien, Mahendra Chaudhry, à la tête du pays. C'était une première.
Un nouveau coup d'État suit en 2000 et George Speight, soutenu par des officiers sympathisants de l'armée et des forces de police, s'empare du pouvoir avec l'intention de mettre fin à l'influence indo-fidjienne en politique. La démocratie et la constitution modérée de 1997 ont toutefois été préservées par la suite. Le premier ministre Laisenia Qarase, désigné ensuite, refuse néanmoins de se conformer à la constitution en n'incluant pas dans le gouvernement les membres du Parti travailliste fidjien, majoritairement Indo-Fidjiens. En outre, Qarase prône et mène une politique de priorité aux intérêts des autochtones.
En décembre 2006, le chef des armées, Voreqe Bainimarama, accuse le gouvernement Qarase de racisme à l'encontre des Indo-Fidjiens, et le renverse. Bainimarama promet de nouvelles institutions politiques à l'horizon 2014, qui inhiberaient les politiques racistes. Il abolit les listes électorales fondées sur l'appartenance 'raciale', décrétant que la vie politique du pays ne doit opérer aucune distinction ethnique entre les citoyens. Il fait introduire une nouvelle Constitution en 2013, qui est suivie d'élections nationales en 2014, instaurant une démocratie sans distinction de droits civiques entre les communautés ethniques.

#### Israël - Palestine
En mars 2012, le Comité pour l'élimination de la discrimination raciale de l'ONU, chargé de faire respecter la Convention internationale sur l'élimination de toutes les formes de discrimination raciale, a constaté qu'il existait, dans les territoires palestiniens de Cisjordanie sous occupation israélienne, un système de ségrégation raciale de facto. Le Comité a attiré l'attention d'Israël sur la Recommandation générale 19 (1995) sur la prévention, la prohibition et l'éradication de toute politique et pratique de ségrégation raciale et d'apartheid.
En octobre 2012, le centre Adalah - The Legal Center for Arab Minority Rights in Israel (en), une organisation ayant statut consultatif à l'ONU (ECOSOC), répertoriait 31 lois et projets de loi discriminatoires à l'encontre de la minorité palestinienne d'Israël. L'accès à la propriété, aux fonds de développement urbain gouvernementaux, au système carcéral, font l'objet de mesures discriminatoires.
Le 3 mars 2013, le ministre israélien des Transports a annoncé la mise en place de lignes de bus réservées aux usagers palestiniens travaillant dans l'État hébreu. Les lignes de bus partant du point de passage d'Eyal, situé près de Qalqilya rejoignant la métropole de Tel-Aviv sont concernées.
Depuis le début d'année 2013, le parc d'attraction « Superland » à Rishon Letzion réserve certains jours aux Juifs israéliens et d'autre aux Arabes israéliens.
Cependant, ces discriminations ne correspondent pas à une politique inscrite dans la loi. Au contraire, l’État d'Israël dispose d'un attirail législatif vaste pour lutter contre les discriminations ou l'incitation au racisme. Israël est de plus signataire de la Convention internationale sur l'élimination de toutes les formes de discrimination raciale qu'elle a signée en 1966 et ratifiée en 1979.
Le gouvernement israélien et les associations et organisations pro-israéliennes dans le monde (par exemple l'Anti-Defamation League) récusent l'utilisation du terme de ségrégation raciale pour qualifier la situation en Israël, soulignant entre autres la présence d'Arabes israéliens à la Knesset, à la Cour Suprême, ou dans les ministères de l'État.

#### Malaisie
L'article 153 de la constitution de la Malaisie sépare nettement, d'une part, les Malais et les autres population indigènes de Malaisie, (collectivement désignés bumiputras c'est-à-dire « enfants du territoire »), et, d'autre part, les non-Malais, en accordant aux premiers des privilèges particuliers. Parmi ces dispositions, on note des financements octroyés aux bumiputras par le gouvernement et l'obligation, même pour le secteur privé de l'économie, de favoriser les bumiputras de même que des pénalités prévues pour les sociétés qui n'emploient pas un certain quota de bumiputras. De plus, toute discussion qui porterait sur l'abolition de l'article 153 est prohibée et considérée comme un acte de sédition. Cette forme de ségrégation d'État est qualifiée d'apartheid par les opposants à cet article. Quant aux supporters de cette politique, ils affirment qu'il s'agit de discrimination positive en faveur des bumiputras qui ont souffert pendant la période coloniale de l'histoire de la Malaisie : ils invoquent le concept de Ketuanan Melayu (« suprématie malaise »).

## Influence des études sociologiques sur les lois (Brown v. Board of Education)
Dans le verdict Brown v. Board of Education, Earl Warren, président de la Cour suprême des États-Unis, s'exprimant au nom d'une cour unanime, déclare que « dans le domaine de l'éducation nationale, la politique "séparés mais égaux" n'a pas sa place. Les établissements séparés sont fondamentalement inégaux. Séparer, uniquement à cause de leur race, des personnes du même âge et ayant les mêmes capacités crée un sentiment d'infériorité capable d'affecter des êtres dans leur cœur et dans leur âme, d'une façon difficilement remédiable. »
Le verdict a montré clairement que le procès avait été influencé, du moins en partie, par les recherches de Kenneth B. Clark. Celles-ci démontraient qu'un système éducatif séparé avait un effet psychologique négatif sur les écoliers des établissements réservés aux Noirs. De sérieux doutes ont été ultérieurement émis sur ces études, spécialement sur celle de la poupée de Clark (doll study). Des poupées noire et blanche étaient présentées à des élèves noirs d'écoles séparées et on demandait aux enfants laquelle ils préféraient. Une majorité d'élèves noirs choisissaient la poupée blanche, ce qui a été considéré par Clark comme la preuve que la ségrégation était à l'origine de la faible estime de soi des Noirs. Cependant, Clark n'a pas présenté à la cour ses recherches faisant la preuve que les élèves noirs d'établissements où il n'existait pas de ségrégation étaient plus enclins à préférer la poupée blanche que les précédents.